# المعلومات العلمية على ويكيبيديا
المعلومات العلمية على ويكيبيديا تتضمن المعلومات التي تقدمها ويكيبيديا حول العلم. كانت هناك انتقادات ومناقشات حول تأثير هذه المعلومات وجودتها، وتفاعلات محرري ويكيبيديا والعلماء والمشاركة العامة مع المعلومات.

## الكمية والنوعية
حددت دراسة في عام 2017 ما يلي: "اعتمادًا على التعريف والأساليب المستخدمة، ما يقرب من 10-20% من مقالات ويكيبيديا حول مواضيع علمية (0.5-1.0 مليون من حوالي 5 ملايين)."
ويكيبيديا لديها ممارسة واسعة ومتنوعة في الاستشهاد بالمنشورات العلمية من جميع المجالات. قارنت دراسة نشرت عام 2005 في مجلة نيتشر بين 40 مقالاً في ويكيبيديا عن موضوعات علمية وبين نظيرتها في الموسوعة البريطانية. وجد خبراء الموضوع أربعة "أخطاء جسيمة" في كل موسوعة. ووجدوا أيضًا 162 مشكلة أقل خطورة في ويكيبيديا، و123 مشكلة في الموسوعة البريطانية. اشتكى كاتب علمي مشهور لـVice في عام 2017 من أن المقالات العلمية في ويكيبيديا كانت تقنية للغاية. تساءل العديد من العلماء والمؤسسات الإعلامية وانتقدوا مدى تأثير مقالات ويكيبيديا حول العلوم على القرارات السياسية المتعلقة بالعلوم.